# Маруґаме

Маруґаме́ (яп. 丸亀市, まるがめし, МФА: [maɾugame ɕi̥]?) — місто в Японії, в префектурі Каґава. Розташоване в північно-західній частині префектури, на березі Внутрішнього Японського моря.     Площа становить 111,79 км². Станом на 1 липня 2012 року населення складало 110 700  осіб, густота населення — 990 осіб/км².     

## Короткі відомості
Засноване 1 квітня 1899 року шляхом надання статусу міста містечку Маруґаме.
До складу міста входять острови Мото і Хіро.
У період Едо (1603–1867) Маруґаме було політико-адміністративним центром Маруґаме-хану. В ньому знаходився замок і причал для суден паломників до Святилища Компіра.
Основою економіки Маруґаме є переробка морських продуктів, приладобудування, суднобудування. Традиційні ремесла — виробництво віял утіва. Місто вважається промисловим центром західного Санукі.